# 벤 고드프리
벤자민 매튜 고드프리 (Benjamin Matthew Godfrey, 1998년 1월 15일 ~ )는 잉글랜드의 축구 선수이며, 입스위치 타운에서 센터백으로 뛰고 있다.